# 阿克維爾 (阿拉巴馬州)
阿克維爾（英語：Ackerville）是位於美國阿拉巴馬州威爾科克斯縣的一個非建制地區。該地的面積和人口皆未知。

## 地理
阿克維爾的座標為32°01′48″N 87°03′58″W / 32.03000°N 87.06611°W，而該地的平均海拔高度為87米（即285英尺）。